# Vörösmarty városrész (Miskolc)
A Vörösmarty városrész vagy Vörösmarty lakótelep Miskolc egyik városrészre. Nevét főútjáról, a Vörösmarty Mihály utcáról kapta.

## Fekvése
A városrész a történelmi belváros közvetlen szomszédságában, attól délre található. A Széchenyi utcától a terület északi része alig száz méter távolságra van. A városrészt kettészeli a Vörösmarty Mihály utca. A terület déli szélén a mindszenti temető, illetve a Népkert helyezkedik el, ezt a Dankó Pista utca határolja. A nyugati oldalát a Corvin utca határolja, míg  keleti részén a 3. számú főút található. A Vörösmarty Mihály utca és a 3. számú főút kereszteződésének átépítését követően egy úgynevezett turbókörforgalom került kialakításra. A körforgalom mellett Spar üzlet található.

## A városrész építészeti jellemzői
A városrészt nagyészt az 1970-es évek második felében épült tízemeletes panel lakóépületek jellemzik, kisebb részben négyemeleteseket is építettek. Az 1970-es éveket megelőzően a területen állt épületekből semmi nem maradt fenn. 
A  lakótelep építése során a panelépületek között egy egyszintes ABC üzletépület is kialakításra került, jelenleg ebben Coop Szuper bolt, gyógyszertár, dohánybolt, szépségszalon működik. Az üzletegységtől északra a tízemeletes épületekkel körülvéve egy kisebb tér található padokkal és emlékművel. Ettől nem messze található az egykori Mese cukrászda tömbje, amiben jelenleg plazmaközpont és ruházati bolt működik. Innen már belátható távolságban van a sétálóutca és a Szinvapark nevű bevásárlóközpont. A tízemeletes lakóépületek alsó szintjein szintén több üzlet kapott helyet.
A turbókörforgalmon túl is tart még a Vörösmarty Mihály utca, amelynek a folytatása a Tiszai pályaudvarra átvezető Y hídon folytatódik. Ezen útszakasz körül felépített lakóépületek már a második szakaszban, az 1980-as évek elején készültek el.

## Története
A területen a lakótelep építése előtt a Gordon néven ismert városrész 19. századi épületekből álló utcái voltak. A lakótelep építése során nem tartották meg a korábbi utcaszerkezetet. A régi épületek között sok egyszintes, rossz állapotban lévő ház volt, azonban a mai Vörösmarty utca helyén jó építészeti minőségben felépült épületek is voltak, melyek jellegükben nem különböznek a miskolci főutca, a Széchenyi utca hasonló méretű épületeitől. Emellett az Alsó-Gordon utcán állt egy emeletes iskolaépület, valamint a háromszintes, bauhaus stílusban épült Bagolyvár, ahol az I. kerületi tanács működött. A szocialista rendszerben nem volt cél a régi városrész rehabilitása, felújítása. A régi Gordon városrészt nyomornegyedként mutatták be, helyt adva az akkor jövőbemutató lévő panelépületeknek. A terület szegénynegyed volt, Mester utcák néven is említették, mert a roskatag viskók mellett vezető zegzugos kis közök egy-egy mesterség (Kőműves, Kovács, Kárpitos, Gubás, Csizmadia, Bodnár stb.) nevét viselték. A területen található korábbi régi épületeket egytől egyig lebontották.
Miskolc első panelházai a Győri kapuban álló panelok mellett a Vörösmarty lakótelepen épültek, a mai Mádai Lajos utcán. Az 1979. március. 22-én megtartott névadó ünnepségen még a Tanácsköztársaság  városrész megnevezést használták, és hivatalosan ez lett az új neve a területnek, de ez nem ment át a köztudatba, inkább legnagyobb utcája után Vörösmarty lakótelepnek kezdték hívni.  A lakótelep építése 1974-ben kezdődött, az utolsó ház átadására 1982-ben került sor. Összesen 2287 lakás épült, 10 670 négyzetméter alapterülettel. Ez az Arany János – Corvin utca – Király utca nyugati oldala, a Vörösmarty lakótelep első – egyik – fele. A másik fele a Király utcától keletre elterülő rész, itt 1979-1983 között 1624 lakás épült. A 2000-es években összesen hozzávetőlegesen hét és félezer lakos élt az egész lakótelepen. 
A panelprogram keretében 2010. körül a területen lévő panelépületek egy részét kívülről szigetelték, azonban az elmúlt tíz évben a további épületek felújítása már nem folytatódott.  

A Corvin utca mellett, a mai Mindszent téren 1978-ban épült az új pártszékház, a mai nevén ITC székház.

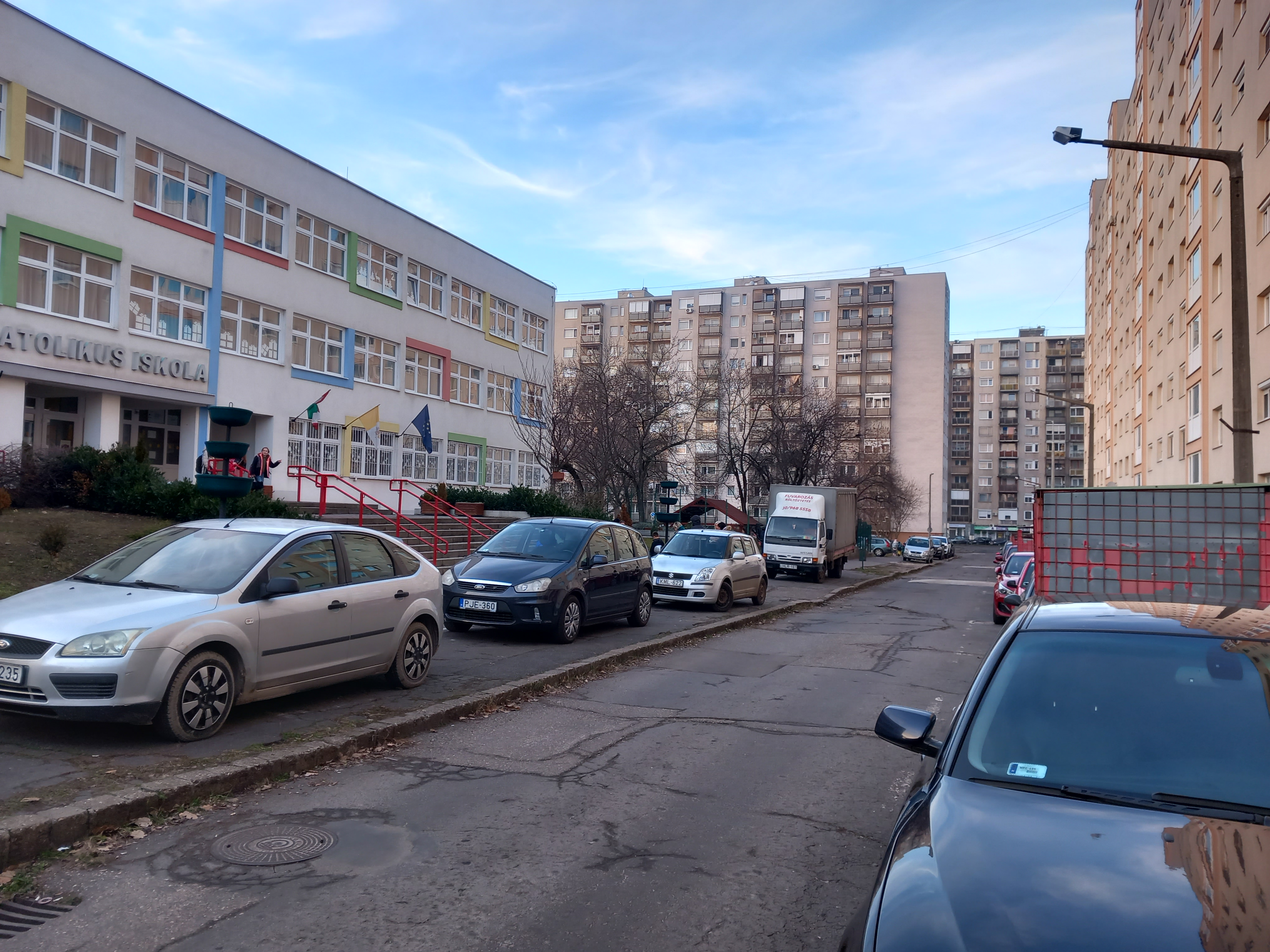
Miskolc Vörösmarty városrész általános iskola
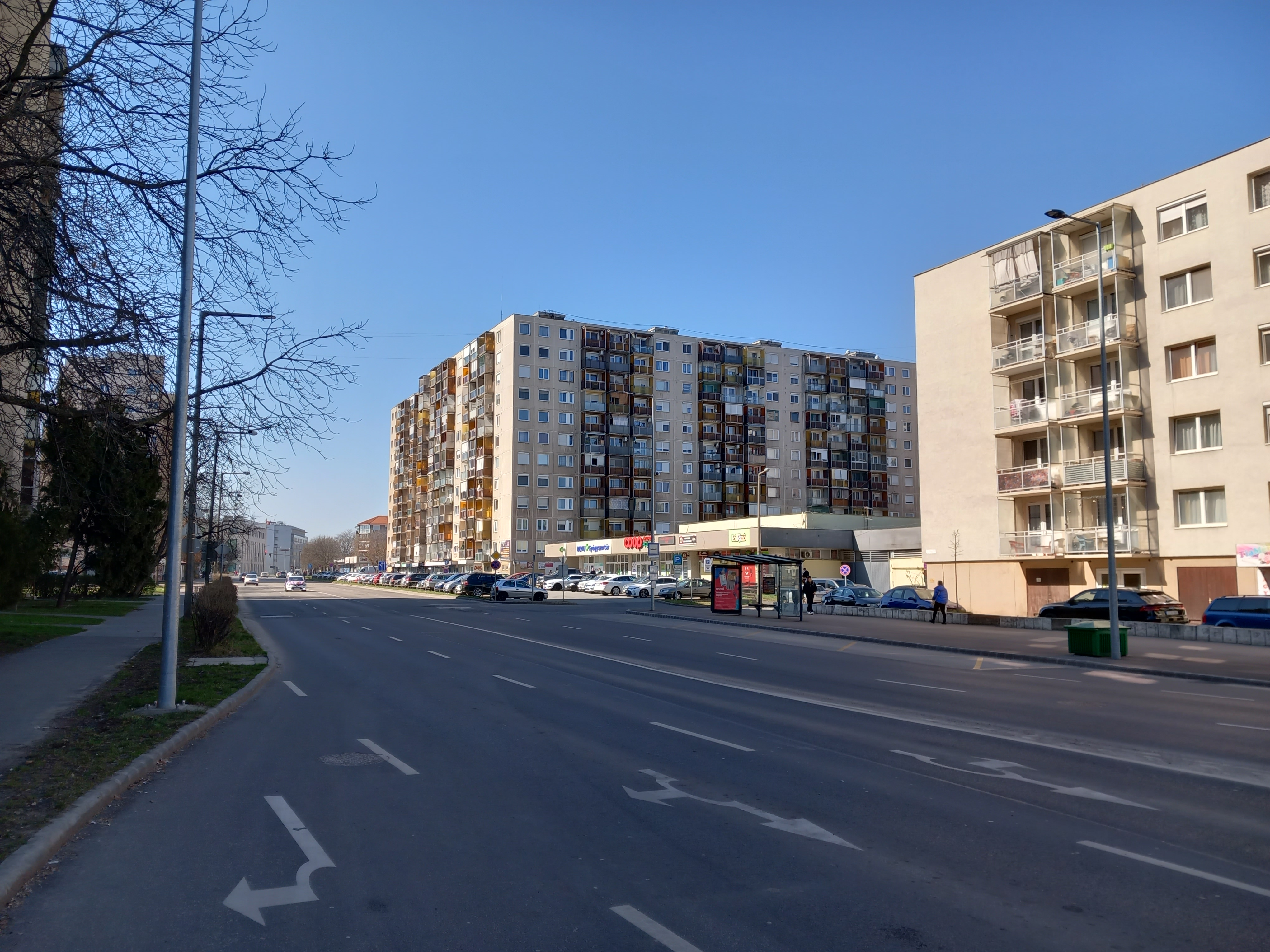
Miskolc Vörösmarty utca
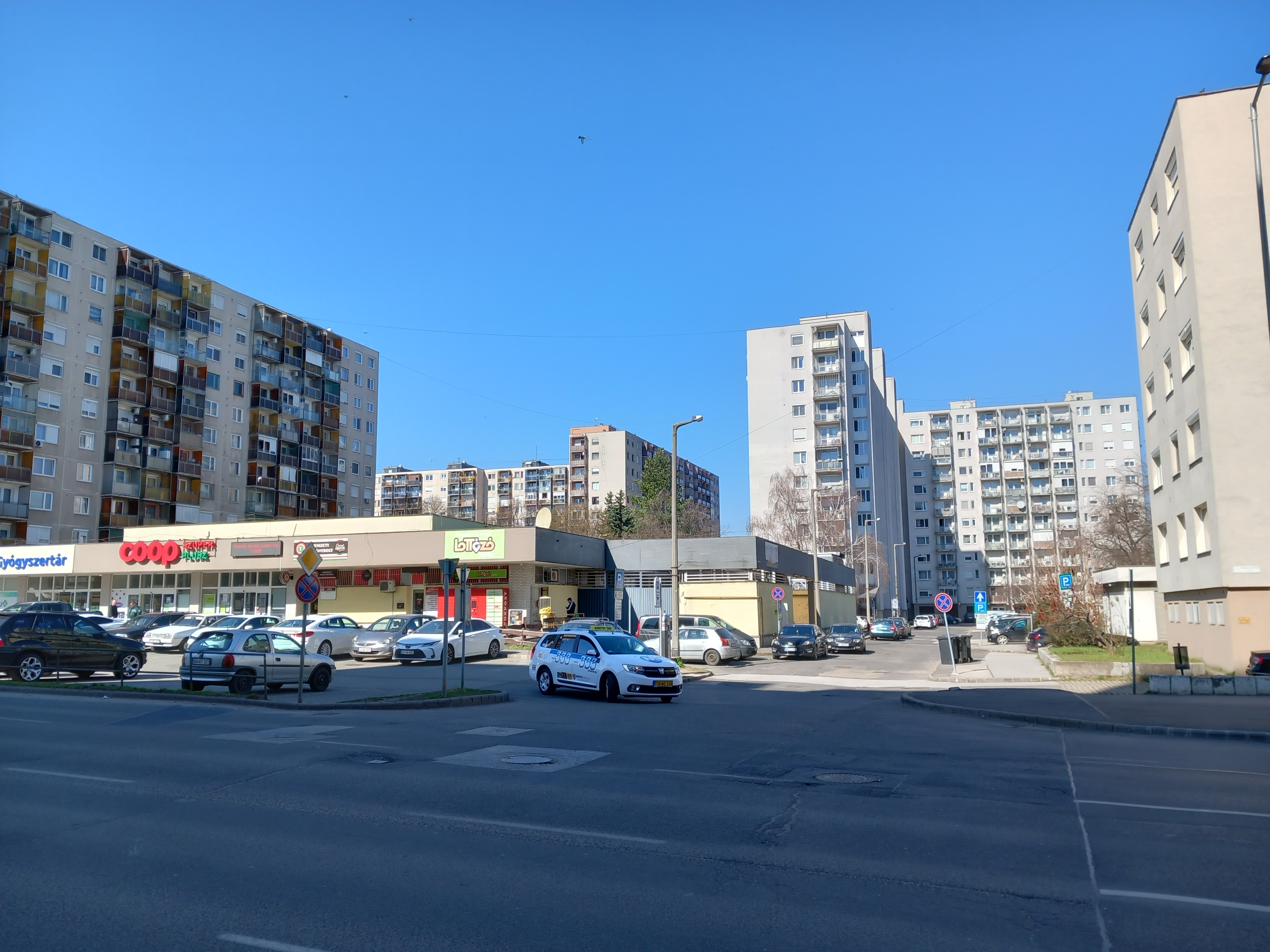
Miskolc Vörösmarty városrész
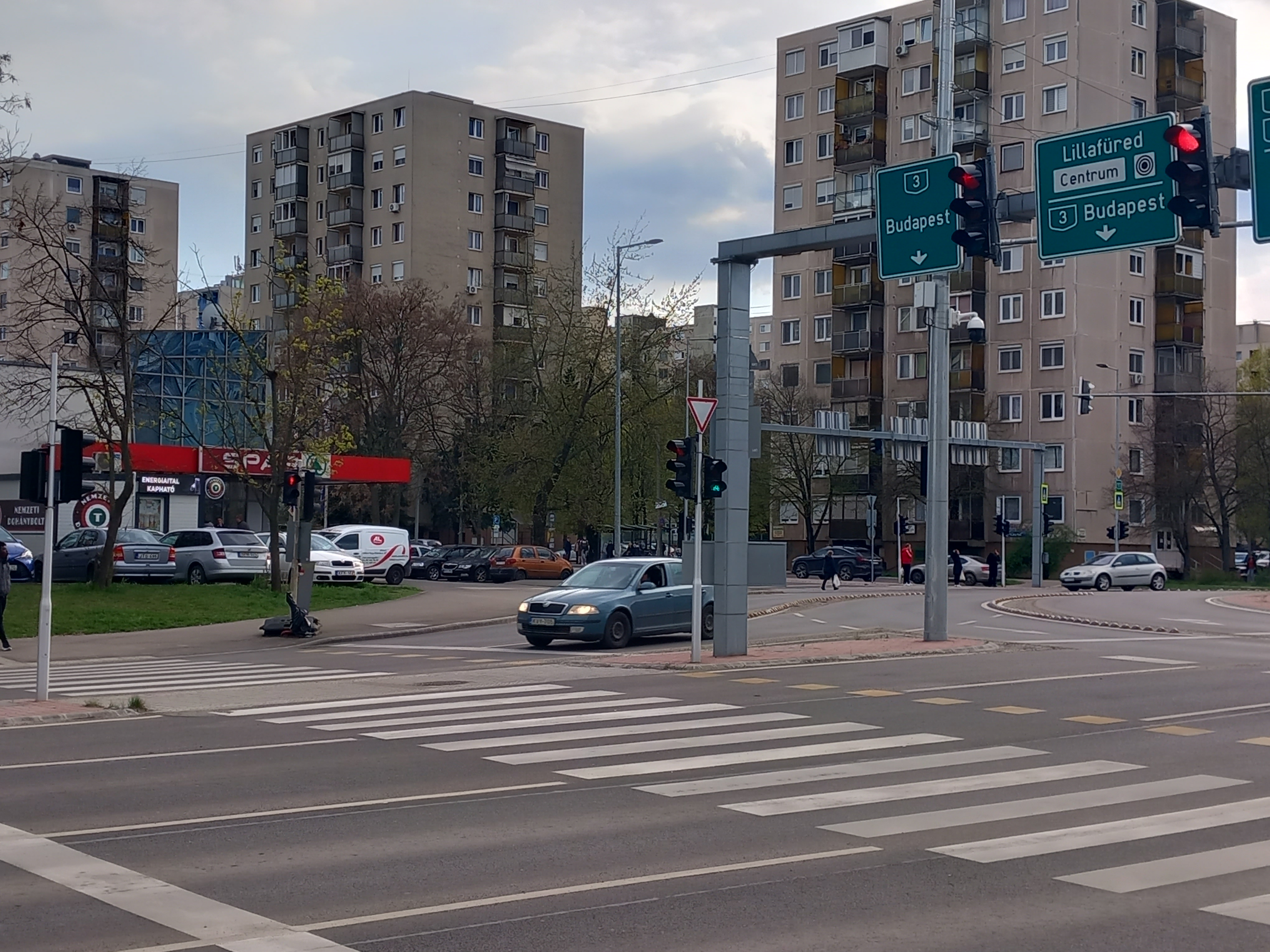
Miskolc turbó körforgalom
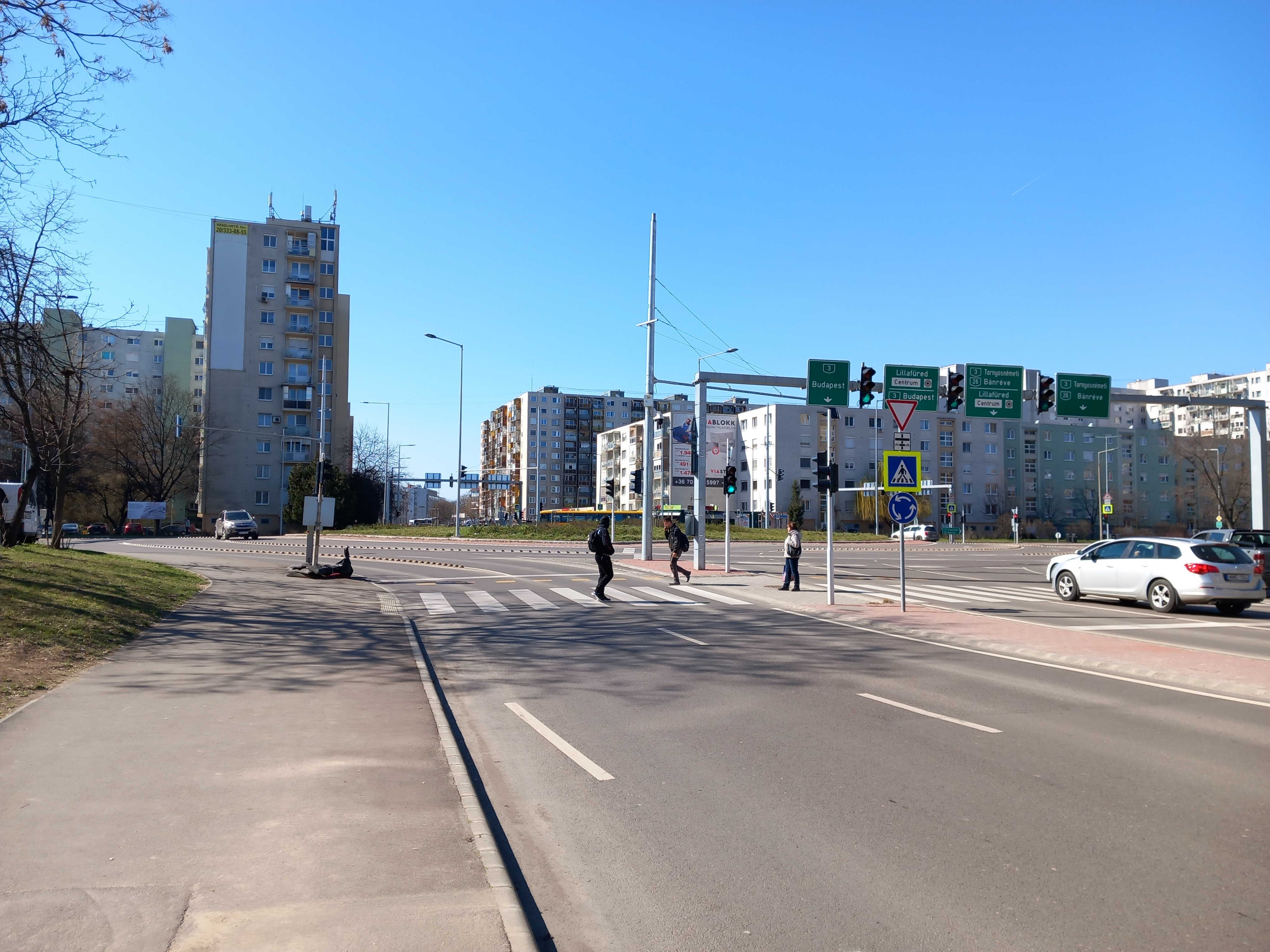
Miskolc turbó körforgalom
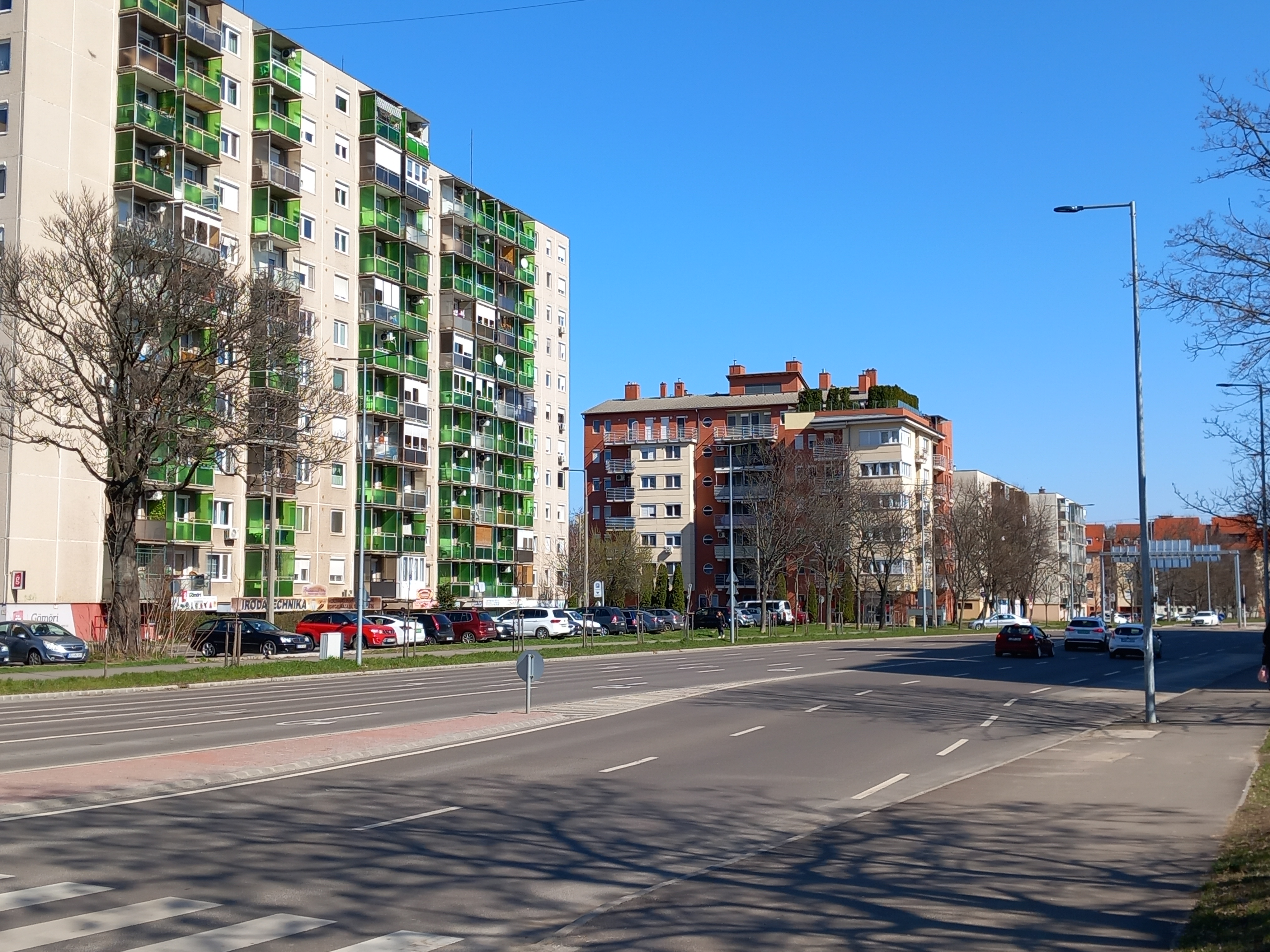
Miskolc Vörösmarty utca

## A terület főbb intézményei
- Miskolci Egyesített Szociális, Egészségügyi és Gyermekjóléti Intézmény
- Vörösmarty Mihály Katolikus Általános Iskola és Óvoda
- Szabó Lőrinc Általános és Német Két Tanítási Nyelvű Iskola
- MIÓVI Belvárosi Tagóvodája
- Miskolci Eszterlánc Néphagyományőrző Óvoda